# Медолюб плямистоволий
Медолюб плямистоволий (Microptilotis mimikae) — вид горобцеподібних птахів родини медолюбових (Meliphagidae). Ендемік Нової Гвінеї.

## Поширення і екологія
Плямистоволі медолюби мешкають на південних схилах Центрального хребта. Вони живуть в рівнинних і гірських тропічних лісах на висоті від 500 до 1000 м над рівнем моря.